# Quattrino
Quattrino war ein italienisches Längenmaß und auch in der Schreibweise Quatrino eine kleine alte Rechnungsmünze mit Geltungsbereich Kirchenstaat, Florenz und Piemont. Als Maß der Architektur und des Baus galt es im Großherzogtum Toskana.
- 1 Quattrino = 0,973 Zentimeter

Ab 1547 wurde das 3-Denari-Stück als Quattrino bezeichnet. Ab etwa Anfang der 16. Jahrhunderts galt im Kirchenstaat
- 1 Giulio = 10 Baiocci = 60 Quattrini.[2]